# David Ruano
David Ruano (Girona, 1976) és un fotògraf català especialitzat en retrat i arts escèniques. La seva forma de fotografiar va suposar un canvi pel cartellisme de teatre a Catalunya. Tot i que ha fotografiat més de 1000 espectacles de teatre, música i dansa i les seves fotografies s'han inclòs en diversos llibres i exposicions, no ha publicat mai cap monogràfic sobre la seva obra ni ha exposat individualment.

## Trajectòria
Ruano es va formar en el camp de les Belles Arts i va començar en el camp de la pintura i la il·lustració. Un dels seus primers treballs va ser com a il·lustrador per la revista Escena. Durant aquesta etapa i de forma gairebé casual, la revista li va encarregar unes fotografies per la Fira de Teatre de Tàrrega i així va començar la seva carrera com a fotògraf. De seguida va començar a rebre encàrrecs de companyies de teatre que li demanaven fotografies dels seus espectacles. Més endavant van començar a demanar-li fotografies pel cartell.
El seu estil té un marcat caràcter pictòric. Ell mateix admet que en el seu estudi hi ha molts més llibres de pintura que de fotografia i té una predilecció especial pel pintor Antonio López. En les seves fotos utilitza sovint elements escenogràfics i fum, cosa que les fa molt reconeixibles. Ha viscut a Madrid, Cardedeu i Barcelona, llocs on ha instal·lat el seu estudi i on ha desenvolupat la seva activitat. També ha tingut una relació molt estreta amb el Taller d'escenografia Castells, on ha realitzat moltes de les seves sessions.

## Arts escèniques
El seu treball com a fotògraf d'arts escèniques té dues vessants: la fotografia en viu dels espectacles i la imatge pel cartell. En el primer cas, la seva feina es limita a captar el que passa a escena, sense intervenir ni en la llum ni en l'escenografia, ni en la posició dels actors, ni en la composició de l'escena. Ruano explica que pot arribar a tirar 1000 fotografies per un mateix espectacle. Un cop seleccionades i retocades, les fotografies serveixen per fer la promoció de l'espectacle i com a documentació.
En el cas de la realització de la fotografia pel cartell, la seva intervenció agafa un protagonisme molt més gran, marcant molt més el seu estil i autoria. S'ha especialitzat en aquest camp i és l'autor de fotografies dels cartells d'espectacles del Teatre Nacional de Catalunya, el Teatre Lliure, el Teatre Romea, la companyia Dagoll Dagom o T de Teatre.

## Retrat
L'altra disciplina fotogràfica en la qual s'ha especialitzat Ruano és el retrat. Figures destacades en el camp del teatre, la música, el cinema, l'esport o els mitjans de comunicació han passat pel seu estudi o li han encarregat un retrat. Tot i que el seu estil fotogràfic és molt personal i reconeixible, Ruano explica que la seva principal preocupació quan ha de fer el retrat d'algú és que la gent surti guapa.
Un dels seus treballs destacats va ser la col·laboració amb els germans Roca, cuiners, pel llibre El Celler de Can Roca. Les fotografies del llibre eren de David Ruano i Francesc Guillamet.Una de les fotografies més conegudes és la que Ruano va fer als tres germans enmig del riu Onyar de Girona un dia de matinada. Els tres germans apareixen amb torxes i l'aigua fins als genolls. La fotografia va ser portada del diari La Vanguardia el dia que el Celler de Can Roca va ser escollit millor restaurant del món per primera vegada per la revista The Restaurant Magazine, l'any 2013.
La llista de figures que ha retratat Ruano al llarg dels anys és molt extensa. Des d'actrius destacades com Emma Vilarasau o Anna Lizaran fins a músics de renom com Pau Riba, Joaquín Sabina o Lluís Llach. També escriptores com Eva Baltasar, comunicadors com Andreu Buenafuente o Jordi Basté i directors de cinema com Isaki Lacuesta o Carla Simón.